# 14574 Payette
14574 Payette este un asteroid din centura principală de asteroizi.

## Descriere
14574 Payette este un asteroid din centura principală de asteroizi. A fost descoperit pe 30 august 1998 la Kitt Peak National Observatory în cadrul proiectului Spacewatch. Asteroidul prezintă o orbită caracterizată de o semiaxă mare de 2,32 ua, o excentricitate de 0,16 și o înclinație de 5,6° în raport cu ecliptica.